# Minion (krój pisma)
Minion – dwuelementowy szeryfowy krój pisma zaprojektowany przez Roberta Slimbacha w 1990 roku dla Adobe Systems jako krój cyfrowy, inspirowany krojami późnorenesansowymi, dostępny w wielu wariantach (z których najpopularniejszy jest Minion Pro). Nazwa pochodzi z wykształconego na przestrzeni wieków systemu nazewnictwa czcionek w zależności od ich stopnia: „minion” (fr. „mignonne”, hol. „mignon”) oznaczał wysokość 7 punktów. Jak sugeruje nazwa, font został stworzony jako pismo dziełowe, ze szczególnym przeznaczeniem do składu tekstu głównego w publikacjach o charakterze klasycznym – charakteryzuje się wysoką czytelnością (co zawdzięcza m.in. znacznej wysokości x), powściągliwością w sile wyrazu i wizualną neutralnością. Slimbach zwraca uwagę na takie cechy projektu, jak uproszczona struktura i wysublimowane proporcje („a simplified structure and moderate proportions”), a całe przedsięwzięcie nazywa „ćwiczeniem z umiaru” („an exercise in restraint”).
Minion powstał przy użyciu technologii multiple master, automatyzacji nawiązującej do niegdysiejszego projektowania czcionek metalowych, kiedy to każdy stopień pisma był projektowany osobno z uwzględnieniem korekt optycznych koniecznych dla zachowania równowagi w szarości kolumny i jak najlepszej czytelności. Odbija się to m.in. w grubości kreski znaków: mniejsze stopnie mają kreskę bardziej masywną, większe, nagłówkowe – subtelniejszą.
Rodzina fontów Minion zawiera liczne odmiany oraz kilka alfabetów, nie wyłączając greki i cyrylicy, a także rozmaite warianty stylistyczne (ligatury, cyfry nautyczne, kapitaliki), dzięki czemu zastosowanie kroju sprawdza się w publikacjach bardziej ekskluzywnych, a także nie ogranicza się do tekstu głównego. Minion jest jednym z najpopularniejszych krojów używanych obecnie w książkach.

## Wersje kroju

### Minion
Pierwszy projekt. Minion Black, nie dysponował wersją kursywną. Oddzielny zestaw Minion Expert dostarczał już kapitalików, ligatur, cyfr nautycznych i glifów. Znalazło się w nim również miejsce dla znaków graficznych (Minion Ornaments) i odmiany grubej (Minion Black Expert). Zestaw Minion Expert znalazł zastosowanie w starszych aplikacjach o uproszczonym działaniu, które nie radzą sobie z obsługą różnych stylów jednego znaku (np. małych liter i kapitalików) w jednym foncie.

### Minion Cyrillic
Odmiana cyrylicka Miniona powstała w 1992 z projektu Slimbacha. Była uboższa o wersje Display, Expert i Black.

### Minion MM
Wersja Miniona przygotowana w technologii multiple master, ukazała się w 1992 r. Powszechnie używana w programie Adobe Acrobat jako krój zastępujący brakujące fonty.

### Minion Pro
Aktualizacja rodziny Minion do formatu OpenType, wypuszczona na rynek w 2000 r. Materiałem bazowym dla aktualizacji był Minion MM, którego poddano jednak kosmetycznym poprawkom.
Na rodzinę składają się cztery odmiany grubości (Regular, Medium, Semi Bold i Bold; nie uwzględniono niegdysiejszej odmiany Black), każda w wersji prostej i pochyłej, dwie odmiany szerokości (Condensed i Regular) oraz cztery rozmiary optyczne (Caption, Regular, Subhead i Display), co daje w sumie 65 możliwych kombinacji. Font dysponuje wszystkimi dodatkami, które pojawiły się w wersji Minion Expert, ponadto obsługuje cyrylicę, alfabet grecki, rozszerzoną wersję alfabetu łacińskiego, a także znaki wietnamskie.
| Rozmiary optyczne                     | Caption | Regular  | Subhead   | Display |
| Sugerowany stopień pisma [w punktach] | 6–8.4   | 8.4–13.0 | 13.0–19.9 | 19.9–72 |

### Minion Web
Wersja Miniona w formacie TrueType, zaprojektowana do wyświetlania na ekranie. Współpracuje z zestawem znaków ISO-Adobe. Wersja 1.00 dostarczana była z przeglądarką Internet Explorer 4.0.

### Minion Web Pro
Uaktualniona wersja Minion Web, współpracująca z takimi zestawami znaków, jak Adobe CE oraz Adobe Western 2.

### Minion Math
Minion Math to osobny projekt autorstwa Johannesa Küstera z pracowni typoma GmbH, dodatek do Miniona Pro, przeznaczony do używania m.in. w aplikacjach matematycznych oraz do składu z wykorzystaniem symboli matematycznych. Minion Math zawiera 20 fontów w 4 odmianach wagowych i 5 rozmiarach optycznych każdy (dodano wersję Tiny, dla wielkości tekstu poniżej 6 punktów). Wersja 1.020 wypuszczona w październiku 2011 zawiera kompletny zestaw glifów do składu matematycznego.

## Odbiór
Minion przeważnie jest oceniany bardzo pozytywnie za jego wysoką użyteczność w składzie książek jako przejrzystego, chlebowego kroju o szerokiej randze dodatków i odmian, jakkolwiek pojawiają się też głosy krytyczne. Krytyka, paradoksalnie, dotyczy cechy wskazywanej jako główna zaleta projektu – zbyt daleko idącej neutralności.

## Przykłady użycia kroju Minion
- Dubliński Trinity College używa Miniona w swoim logo.
- University of Otago używa Miniona jako oficjalnego kroju szeryfowego, także w logo[10].
- Książka Roberta Bringhursta Elementarz stylu w typografii (Hartley & Marks, 2008) została złożona Minionem.
- Miniona użyto także do składu trylogii Millennium Stiega Larssona.
- Minion Pro znajduje się w logo DreamWorks Pictures i DreamWorks Animation.
- Również logo Skydance Media korzysta z fontu.
- Adobe Systems dostarcza font z wieloma aplikacjami, m.in. Adobe Reader.
- Minion Pro jest domyślnie wybieranym krojem nowej ramki tekstowej w programie Adobe InDesign (przy korzystaniu z ustawień producenta).